# Картель
Карте́ль (фр. cartel  «вызов на поединок» от cartello «объявление» ← итал. carta «бумага» ← лат. charta «бумага» ← др.-греч. χάρτη «лист папируса») — форма монополистического объединения или соглашения, в котором каждое предприятие, вошедшее в состав картеля, сохраняет финансовую и производственную самостоятельность. Объектами соглашения могут быть: ценообразование, сферы влияния, условия продаж, использование патентов, регулирование объёмов производства, согласование условий сбыта продукции, наём рабочих. Действует, как правило, в рамках одной отрасли. Затрудняет функционирование рыночных механизмов. В ряде стран (где картели запрещены) попадает под действие антимонопольного законодательства; в других странах, напротив, создание картелей поощряется в целях реструктуризации промышленности, стандартизации материалов и комплектующих, ограничения конкуренции между мелкими фирмами.

## Определение
Согласно БСЭ картель — это форма монополистического объединения предприятий посредством регулирования объёмов производства и сбыта (квот) его участников.
В БРЭ картель — это вид формального и неформального соглашения между договаривающимися сторонами.

## Структура картеля
Картель состоит из группы независимых экономических субъектов, которые согласуют свои действия друг с другом.

## Объекты соглашения
Картельные соглашения могут включать в себя обязательства по поддержанию:
- высоких цен на продаваемую продукцию;
- низких цен на закупаемую продукцию;
- квот участников на объём производства и сбыта продукции;
- территориальных границ раздела рынков.